# Trichoproctus biroi
Trichoproctus biroi är en mångfotingart som beskrevs av Filippo Silvestri 1899. Trichoproctus biroi ingår i släktet Trichoproctus och familjen penseldubbelfotingar. Inga underarter finns listade i Catalogue of Life.